# Will Spoor
Willem Jan Spoor (Amsterdam, 3 december 1927 – aldaar, 25 november 2014) was een Nederlands acteur en theatermaker, die vooral bekendheid kreeg als pantomimespeler. Daarnaast was hij bekend van zijn rol als Snuitje, de ene helft van het bandietenduo Snuf & Snuitje, uit de tv-serie Pipo de Clown.
Hij werd geboren in de familie Spoor en was aanvankelijk violist. Spoor volgde pantomimelessen bij de Franse mimespeler Étienne Decroux. In 1954 werd hij actief in de Stichting Nederlandse Pantomime, die in 1952 door Jan Bronk was opgericht. In 1968 begon Spoor zijn eigen mimetheater Mime Theater Will Spoor. Hij stichtte daarna de theatergroepen Waste of Time, Inccoprodinc, No 12 en Onk Theater Overal. Daarnaast werkte hij samen met het kwartet van Willem Breuker in diverse producties, waar hij naast mime spelen ook zong. Later trad hij vaak op in gastrollen. Hij deed vaak theateroptredens onder zijn artiestennaam Fred Saels.
Spoor woonde en werkte op het ADM-terrein, voorheen van de Amsterdamsche Droogdok Maatschappij, in 1997 gekraakt door de Amsterdamse Doe-het-zelf Maatschappij. Hij had daar ook zijn eigen boot, de Nova Zembla.
Spoor overleed op 86-jarige leeftijd.